# Wilhelm Schnarrenberger

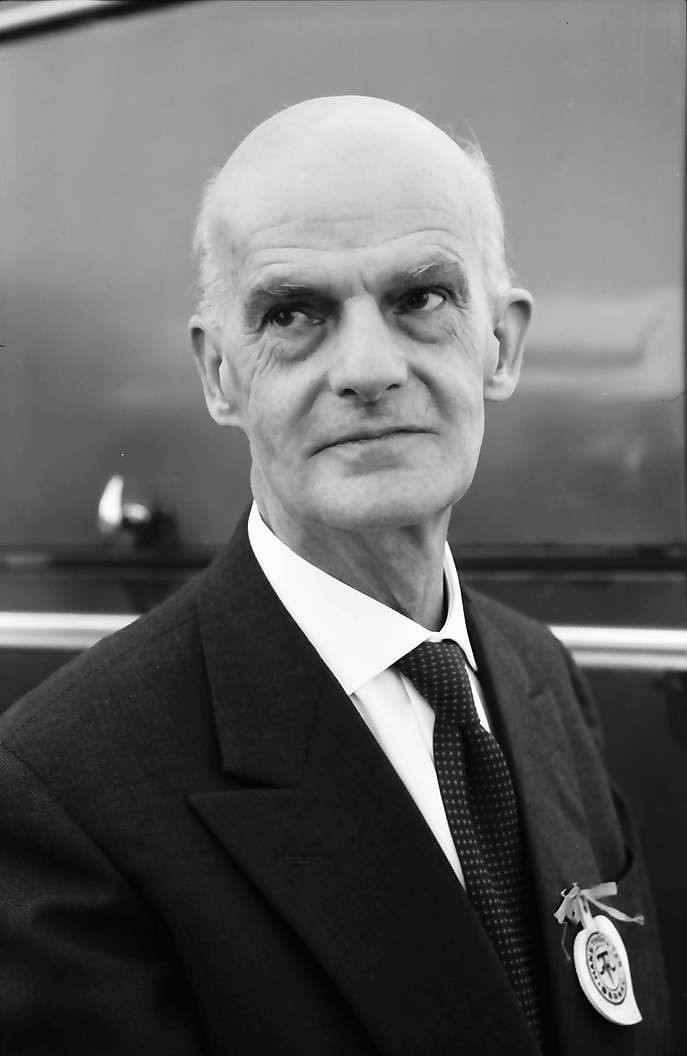
Wilhelm Schnarrenberger, 1962

Wilhelm Schnarrenberger (* 30. Juni 1892 in Buchen im Odenwald; † 12. April 1966 in Karlsruhe) war ein deutscher Maler.

## Leben
Wilhelm Schnarrenberger zählt zu den Vertretern der Neuen Sachlichkeit. Er ist der Sohn eines Gymnasialprofessors und machte 1911 sein Abitur. Von 1911 bis 1915 besuchte er die Königliche Kunstgewerbeschule München und studierte parallel in München Architektur. Ab 1913 war er Schüler des Gebrauchsgrafikers Fritz Helmuth Ehmcke und ein Freund von Karl Rössing. 1918 wurde er zum Dienst im Ersten Weltkrieg eingezogen.
Ab 1919 konnte er Zeichnungen in Zeitschriften publizieren, so in der expressionistischen Zeitschrift Der Weg, im Wieland sowie 1919 und 1923 insgesamt acht Zeichnungen im Simplicissimus. Von 1921 bis 1933 unterrichtete Schnarrenberger an der Badischen Landeskunstschule. 1924 war er Gründungsmitglied der ORNA-Werkstätten für Werbung und Innendekoration.
Unter den Nationalsozialisten war seine Kunst verfemt. Nachdem er bereits seit 1933 nicht mehr hatte unterrichten dürfen, übersiedelte er 1933 mit seiner Familie nach Berlin, wo er versuchte, als freischaffender Gebrauchsgrafiker seinen Lebensunterhalt zu verdienen. 1937 wurde in der Nazi-Aktion „Entartete Kunst“ nachweislich fünfzehn seiner Druckgrafiken aus dem Museum für Kunst und Heimatgeschichte Erfurt, der Städtischen Sammlung Freiburg im Breisgau (Augustinermuseum) und der Städtischen Kunsthalle Mannheim beschlagnahmt.
Den bevorstehenden Krieg voraussehend, zog er 1938 nach Lenzkirch im Schwarzwald, wo er zusammen mit seiner Frau Melitta (1909–1996) eine kleine Ferienpension eröffnete. Hier entdeckte er das für sein späteres Werk so wichtige Thema des Stilllebens. 1947 wurde er zum Professor an die Staatliche Akademie der Bildenden Künste Karlsruhe berufen.
1962 erhielt er für sein künstlerisches Werk den Hans-Thoma-Staatspreis.
Schnarrenberger legte stets auf das handwerkliche Können seiner Schüler großen Wert; so mussten diese zuerst das Zeichnen von architektonischen Gebäuden und Alltagsgegenständen erlernen, bevor er sie malen ließ.
Wilhelm Schnarrenberger war der ältere Bruder des Generalmajors der Wehrmacht Ernst Emil Schnarrenberger (* 27. Juli 1893 in Buchen im Odenwald; † 10. Juni 1966 in Bad Mergentheim).

## Werke (Auszug)

### 1937 als "entartet" aus öffentlichen Sammlungen nachweislich beschlagnahmte Werke
- Bekanntgabe des Kriegszustandes am 31. Juli 1914 (Lithografie, 28,5 × 26,3 cm, 1914; Verbleib ungeklärt)
- Kundgebung vom 25. Juli 1914 (Lithografie; Verbleib ungeklärt)
- Feindliche Flieger (Lithografie, 26 × 25,5 cm, 1914; zerstört)
- Brand (Linolschnitt, 33 × 28 cm, 1915; Verbleib ungeklärt)
- Reiterangriff (Holzschnitt, 25 × 16 cm, 1915; zerstört)
- Brand II (Farbholzschnitt, 33 × 28 cm, 1915; Verbleib ungeklärt)
- Fliegerüberfall (Farbholzschnitt, 34 × 28 cm, 1915; zerstört)
- Ypern 1914–1915 (Holzschnitt, 33 × 28 cm; zerstört)
- Karneval (Holzschnitt, 22,4 × 12,2 cm; zerstört)
- Krawall (Druckgrafik; zerstört)
- Der Turm (Lithografie; zerstört)
- Der feindliche Flieger (Lithografie; Verbleib ungeklärt)
- Der erste Sieg (Lithografie; Verbleib ungeklärt)
- Mobilmachung (Lithografie; Verbleib ungeklärt)
- Ein Spion (Lithografie; Verbleib ungeklärt)

### Weitere Werke (Auswahl)
- Figuren. Sechs Holzschnitte, 1920, Goltzverlag München (= Graphische Capriccios, opus II)
- Das Kinderzimmer (ehemals Bildnis zweier Knaben), 1924/25
- Die Freunde, 1924
- Alte Männer gehen spazieren, 1922
- Gruppenbild
- Atelier
- Schwestern
- Studie
- Bildnis der Mutter, 1923